# أنيتو

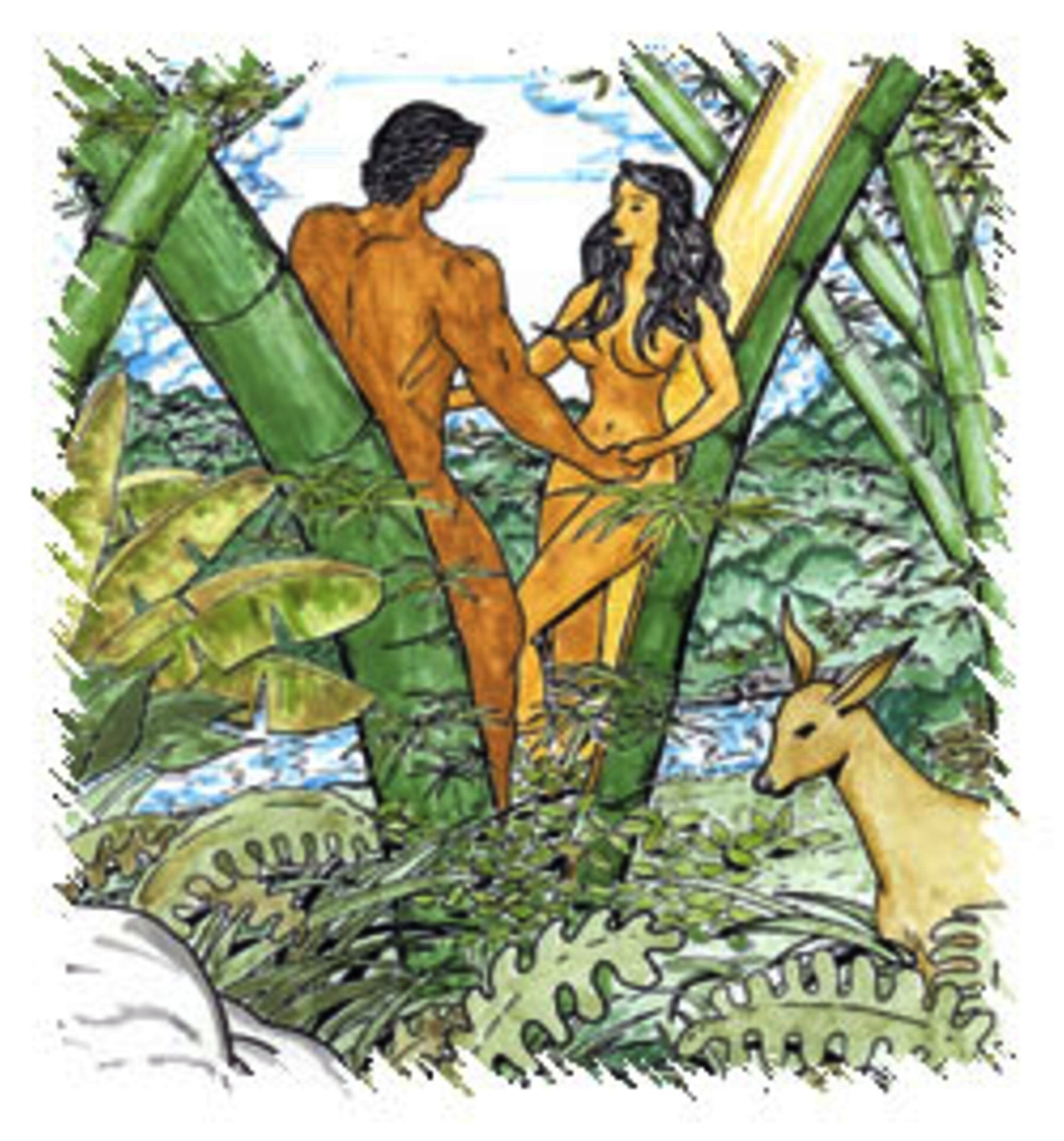

الأنيتو هي أرواح الأسلاف وأرواح الطبيعة والآلهة في الأديان الأهلية في الفلبين قبل الاستعمار. قد تدل الكلمة أيضًا على كائنات حية منحوتة لها شكل الإنسان، وهي التاوتاو، وتكون مصنوعة من الخشب أو الصخر أو العاج، لكي تمثل هذه الأرواح. والأنيتو (وهو مصطلح يشيع في لوزون) يستعمل أيضًا ليدل على الديواتا عند بعض المجموعات العرقية، لا سيما الفيسايانيين.
تشير الباغانيتو (وتنطق أيضا ماغانيتو أو أنيتوهان) إلى اجتماع لتحضير الأرواح، يرافقه عادة شعائر واحتفالات أخرى، يكون فيها الشامان (يسمى عند الفيسايان: بابايلان، وعند التاغالوغ: كاتالونان) وسيطًا للتواصل مع الأرواح. عندما يشترك روحٌ معين أو إله في الشعيرة، تسمى الشعيرة باغديواتا (أو ماغديواا أو ديواتاهان). وتشير الأنيتو أيضًا إلى العبادة أو تقريب القرابين.
يسمى الإيمان بالأنيتو أحيانًا الأنيتية في المنشورات العلمية.

## أرواح الأنيتو

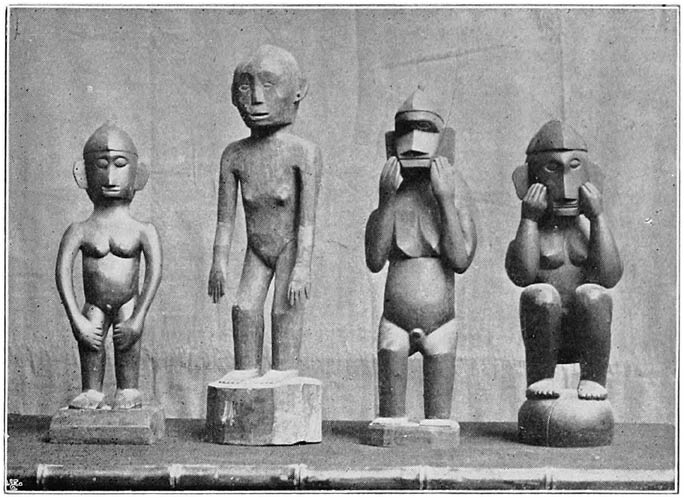
أنيتو من القبائل الشمالية (نحو عام 1900، الفلبين)

كان الفلبينيون القدماء أرواحيين. وكانوا يؤمنون أن لكل شيئًا روحًا، سواءٌ أكان حجرة أو شجرة أو حيوانًا أو إنسانًا أو ظاهرةً طبيعية. هذه الأرواح لها اسم جامع هو الأنيتو، وهو مشتق من الجذر الملاوي البولينيزي البدائي *qanitu، والجذر الأسترونيزي البدائي *qaNiCu، بمعنى «روح الميت». من نسائب هذه الكلمة في الثقافات الأسترونيزية: كلمة أنيتي الميكرونيزية، وكلمة هانتو أو أنتو الإندونيسية والماليزية، وكلمة نيتو الناجية، وكلمة أيتو وأتوا البولينيزية. ومنها أيضًا كلمة أنيتو الطاوية، وكلمة أليد التايفونية، وكلمة أوتوكس الأتايالية، وكلمة هانيتو أو هانيدو البونونية، وكلمة هيسو التسوية، بين السكان الأصليين التايوانيين. يمكن تقسيم الأنيتو إلى فئتين: أرواح الأسلاف (نينونو)، والآلهة وأرواح الطبيعة (ديواتا).

### أرواح الأسلاف
النينونو (حرفيًّا: السلف أو الجد) هي أرواح الأسلاف الحقيقيين أو الأرواح العامة التي تحرس العائلة. آمن الفلبينيون القدماء أن الروح (بالفيسايانية: كالاغ، بالتاغالوغ: كالولوا) بعد الموت تنتقل إلى عالم الأرواح، في قاربٍ عادةً.
تختلف أماكن عالم الأرواح باختلاف المجموعات العرقية. وأما المكان الذي تنتهي إليه الروح فيختلف أيضًا باختلاف طريقة الموت وسنّه وعمل الإنسان قبل أن يموت. لم يكن في الفلبين مفهوم للجنة أو النار قبل دخول المسيحية والإسلام، وكان عالم الأرواح عادةً يصوَّر على أنه عالم آخر إلى جانب العالم المادي. تلاقي الأرواح أقرباءها الذين سبقوها إلى عالم الأرواح وتعيش حياة طبيعية في عالم الأرواح كما عاشت في العالم المادي. في بعض الحالات، تمرّ أرواح الأشرار من الناس بندم وتطهير قبل أن يسمح لها بالدخول إلى عالم أرواح معين. تتجسد الأرواح مرة أخرى بعد فترة من الزمان في عالم الأرواح.
تحتفظ الأرواح التي في عالم الأرواح بدرجة من التأثير في العالم المادي، والعكس صحيحٌ أيضًا. قد تستعمل جلسات استحضار الأنيتو من أجل استحضار أرواح الأسلاف للحماية أو الشفاعة أو النصيحة. تشفع بعض أرواح الأسلاف عند الآلهة، وتسمى هذه الأرواح بيناكاسي أو بيتولون. قد تظهر أرواح الموتى الحاقدة على هيئة أطياف أو أشباح، وتصيب الأحياء من الناس بالضرر. قد تستعمل جلسات استحضار الأنيتو لاسترضائهم أو طردهم. وتظهر أرواح الأسلاف أيضًا ظهورًا بارزًا عند المرض أو الموت، لأن الفلبينيين كانوا يعتقدون أنها هي التي تدعو الروح إلى عالم الأرواح، وتقودها، أو تلاقيها عند وصولها.
تعرف أرواح الأسلاف باسم كالادينغ عند الإيغوروت، وباسم تونونغ عند الماغينداناو والماراناو، وأومبوه عند الساماباجاو، وأومالاغاد عند التاغالوغيين والفيسايانيين، ونونو عند البيكولانيين، وأوماغاد أو أوماياد عند المانوبو، وتيلادمانين عند التاغبانوا.